# 소카역
소카역(일본어: 草加駅, そうかえき)은 일본 사이타마현 소카시에 있는 도부 철도 이세사키 선의 역이다. 역 번호는 TS 16이다.

## 역사
- 1899년 8월 27일: 영업 개시.
- 1985년 11월: 하향 고가 승강장 공용 개시.
- 1986년 11월: 상행 고가 승강장 공용 개시.
- 1988년 8월 9일: 다케노쓰카 ~ 당역 간 고가 복복선화. 이세사키 선 역으로써는 최초로 상하행 승강장에 엘리베이터를 1기씩 설치. 마쓰바라 단지 방향에 인상선이 1개 매설되어, 당역 시,종착 열차가 설정됨.
- 1997년 3월 25일: 당역 ~ 고시가야 역 구간이 고가 복복선화. 당역 시,종착 열차는 고시가야 역까지 연장되어 폐지됨.
- 2010년 12월 10일: 발차 멜로디 도입.
- 2012년 3월 17일: TS 16의 역 번호 설정[1].
- 2016년 8월 21일: 마쓰바라 단지 방향의 완행선 선로 구간에 다시 입환선이 완성됨. 이 날부터 다케노쓰카 ~ 당역 구간에 회송 사용 개시.

## 역 구조
섬식 승강장 2면 6선의 고가역이다. 이 중에서 외측 2선은 통과선이다. 상행 통과선이 1번 선, 하행 통과선이 6번 선에 해당되며, 역 번호는 2번 선에 부여되어 있다. 돗쿄다이가쿠마에 방향의 상하 완행선 사이에는 입환선이 들어서게 되고 다케노쓰카 역에 서는 일부 열차가 당역까지 회송하고, 본 입환선으로 회차된다. 지상역 시절에는 하행선이 섬식 승강장 2면 3선의 구조에서 대피선은 상하행 공용 중간선이었다.
상행 통과선의 바깥(동쪽)쪽에는 보수 기계(열차 등)의 차고가 있다. 차고에서 철길은 상행 통과선으로 이어진다. 또, 아사쿠사 방향에는 상행 급행선에서 상행 완행선으로 이어지는 있는 단락선이 있지만 승월 분기기를 사용하고 있는 관계로 보수 기계용이다.

### 승강장
아래 표의 노선명은 여객 안내 상의 명칭("도부 스카이트리 라인"은 애칭)으로 표기하고 있다.
| 번호 | 노선                 | 방향 | 궤도   | 행선 |
| ---- | -------------------- | ---- | ------ | --- |
| 2    | 도부 스카이트리 라인 | 상행 | 급행선 | 기타센주・도쿄 스카이트리・아사쿠사・ 한조몬 선 시부야・ 도큐 덴엔토시 선 주오린칸 방면                           |
| 3    | 도부 스카이트리 라인 | 상행 | 완행선 | 다케노쓰카・기타센주・도쿄 스카이트리・아사쿠사・ 히비야 선 나카메구로 방면                                       |
| 4    | 도부 스카이트리 라인 | 하행 | 완행선 | 돗쿄다이가쿠마에 <소카마쓰바라>・기타코시가야・기타카스카베・도부 도부쓰코엔・ 구키・ 닛코 선 미나미쿠리하시 방면 |
| 5    | 도부 스카이트리 라인 | 하행 | 급행선 | 신코시가야・가스카베・도부 도부쓰코엔・ 이세사키 선 구키・ 닛코 선 미나미쿠리하시 방면                            |

- 역명판에 인접역명 표기는 급행선과 완행선으로 나뉘는데, 신코시가야 역과 니시아라이 역도 마찬가지이다. 또한, 같은 급행 정차역인 고시가야 역과 기타센주 역에 대해서는 전자의 준급행과 구간 준급이 역마다 정차하기 때문에 후자는 전 승강장에 보통 열차가 발착하는 구조로 인하여 완행선의 역명이 된다.
- 구간 준급, 준급, 구간 급행, 급행은 본 역에서 특급의 통과 약속을 지켜야 할 것도 있지만, 고시가야 역과 달리 주로 아침 저녁 시간대 뿐이다.

## 역 주변
- 아코스
  - 소카 마루이
  - 이토 요카도
  - 아코스 홀
- 소카 시 관공서
- 소카 시 수도부
- 소카 시 중앙 공민관
- 소카 시 다카사고 커뮤니티 센터
- 소카 시 역사 민속 자료관
- 소카 야시오 소방국・소카 소방서
- 사이타마 현 소카 보건소
- 소카 경찰서 소카 역전 파출소
- 나카소카 우체국
- 소카 스미요시 우체국
- 소카 히카와 우체국
- 소카 우아리에(역 빌딩)
- 다이에 소카점
- 세이유 소카점
- 토요코인 소카에키니시구치
- 소카 시립 소카 중학교
- 소카 시립 소카 초등학교
- 소카 시립 다카사고 초등학교

## 사진

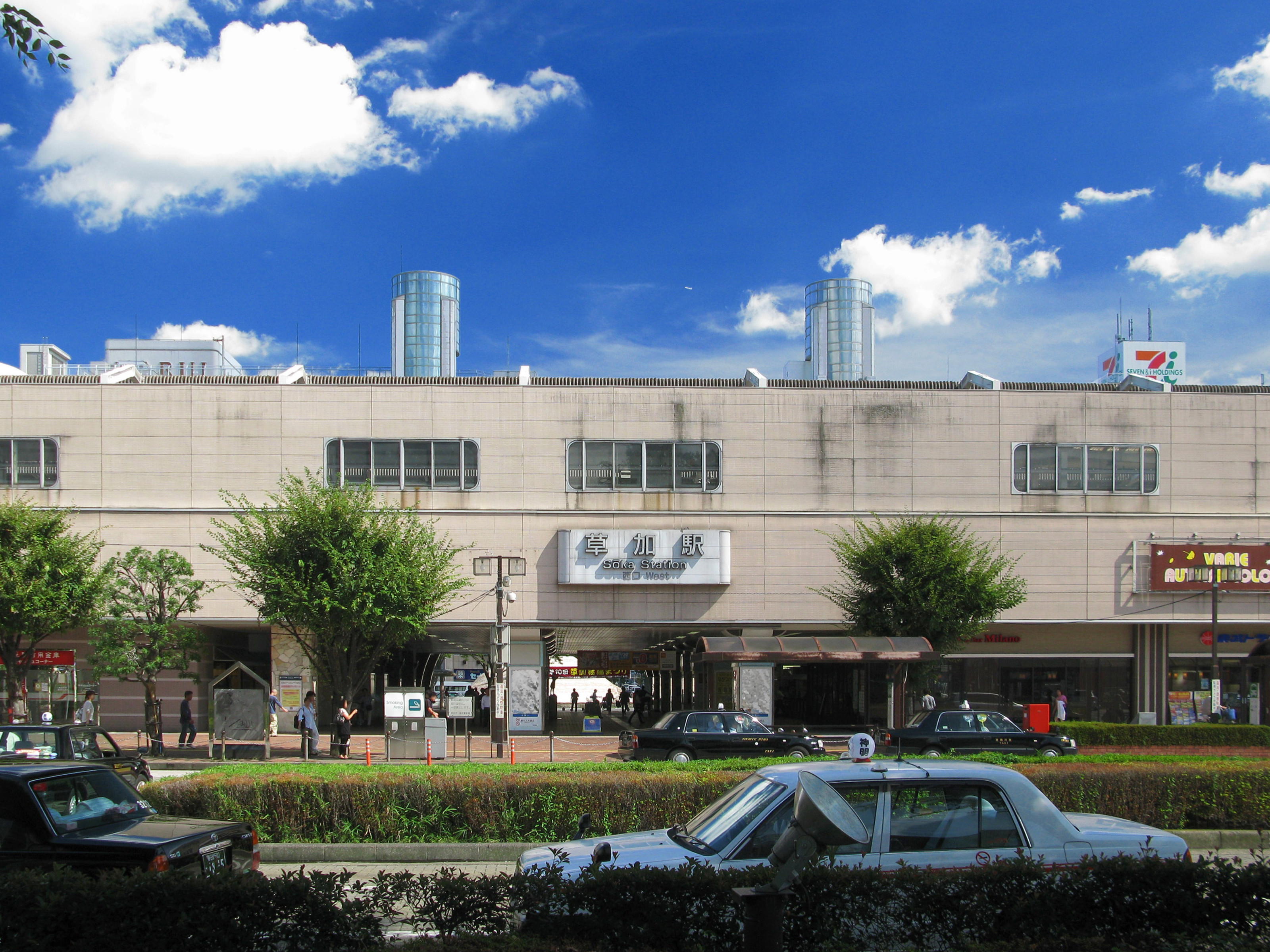
서쪽 출입구
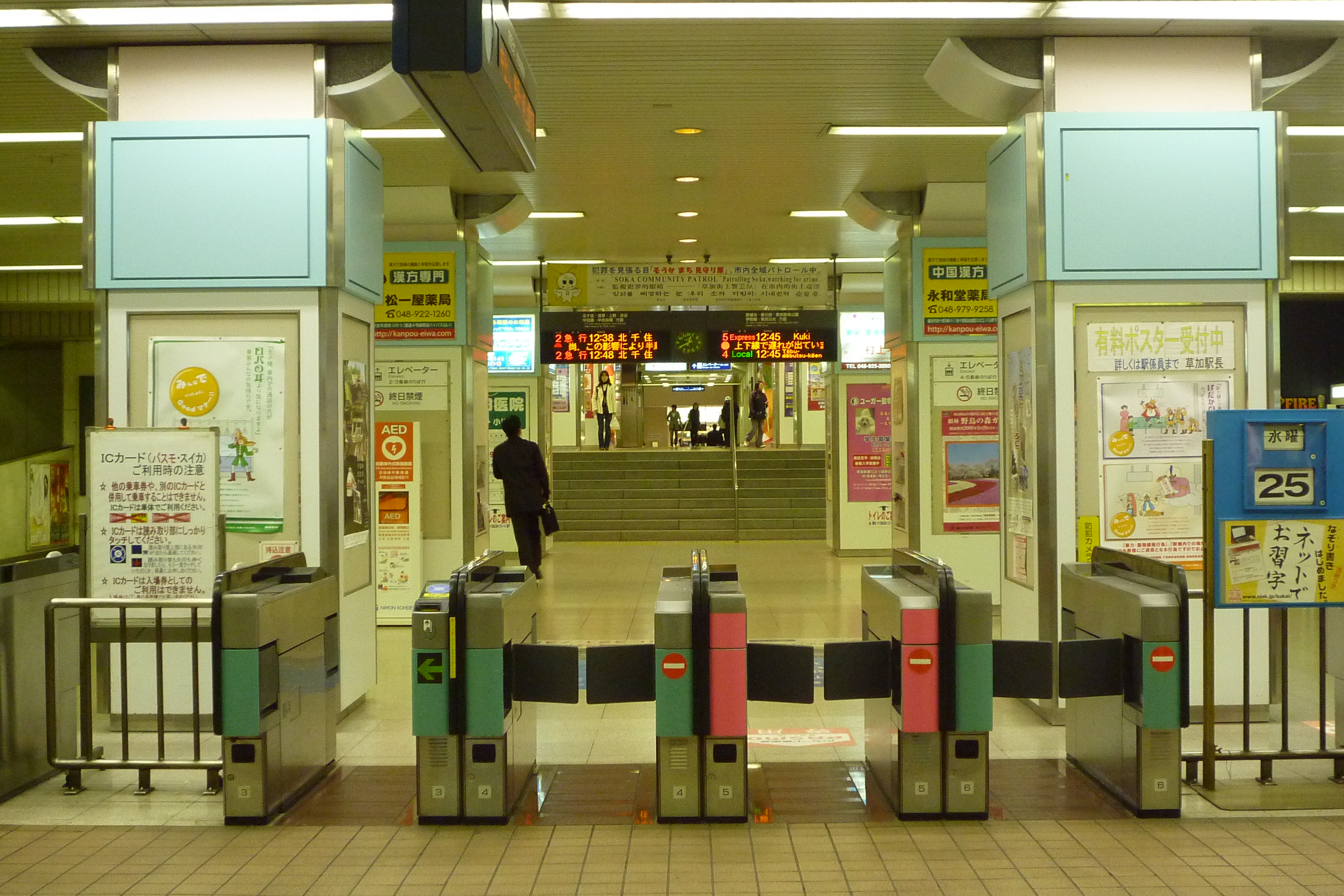
개찰구

## 인접역
| 도부 철도 이세사키 선(도부 스카이트리 라인) | 도부 철도 이세사키 선(도부 스카이트리 라인) | 도부 철도 이세사키 선(도부 스카이트리 라인)                |
| ------------------------------------------- | ------------------------------------------- | ---------------------------------------------------------- |
| TS 13 니시아라이 아사쿠사 방면              | ■ 급행 ■ 구간급행 ■ 준급 ■ 구간준급         | 신코시가야 TS 20 도부 도부쓰코엔 방면                      |
| TS 15 야쓰카 아사쿠사 방면                  | ■ 보통                                      | 돗쿄다이가쿠마에 <소카마쓰바라> TS 17 도부 도부쓰코엔 방면 |